# Lhéraule
Lhéraule est une commune française située dans le département de l'Oise en région Hauts-de-France.

## Géographie

### Localisation

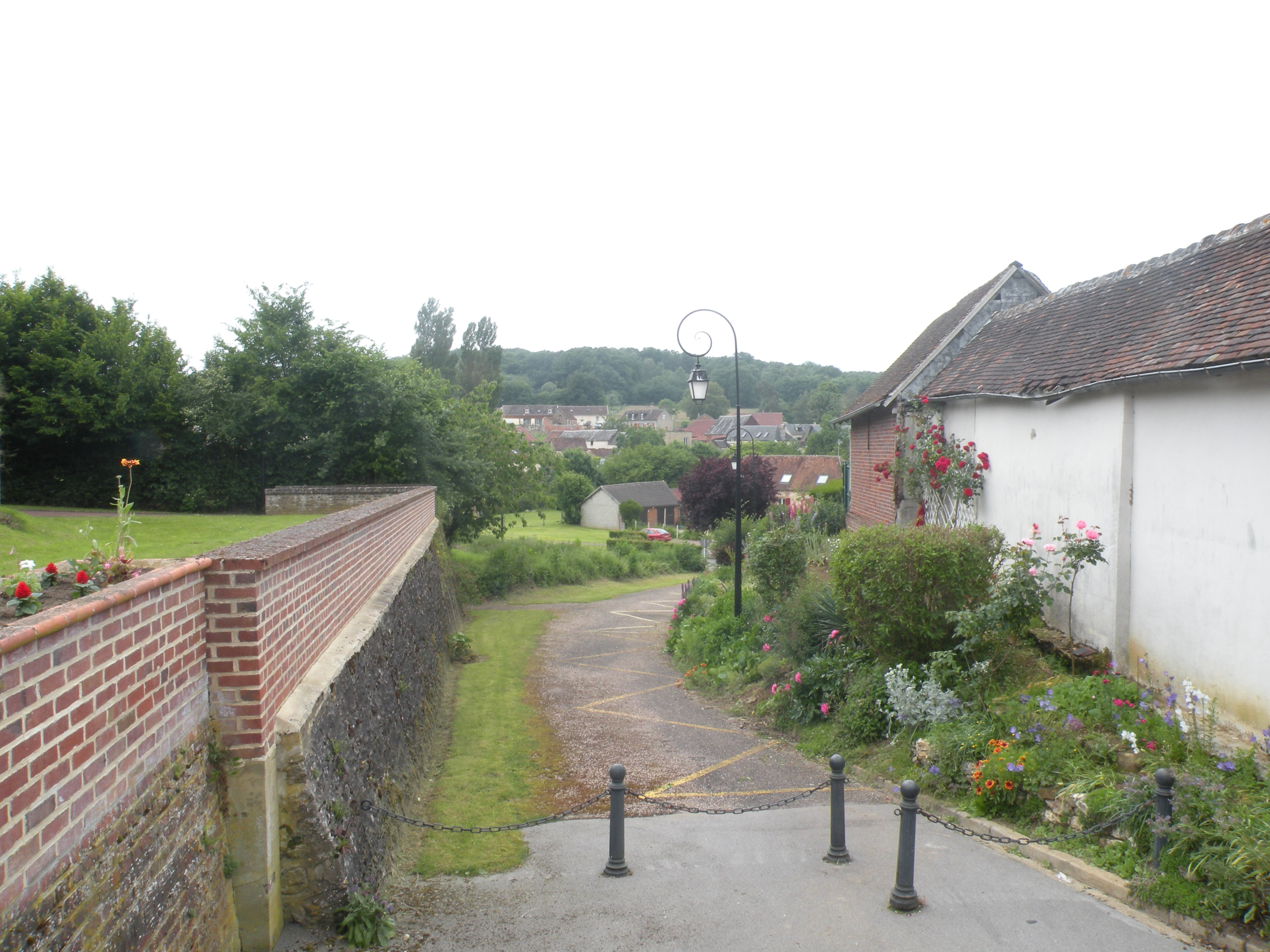

Lhéraule est un village périurbain du Pays de Bray, situé à vol d'oiseau à 13 km au nord-ouest de Beauvais, 26 km au nord-est de Gisors, 15 km à l'est de Gournay-en-Bray et 60 km de Rouen, et 10 km au sud de Marseille-en-Beauvaisis.
Il est traversé par le sentier de grande randonnée GR 125.
Elle se trouve dans l'aire d'attraction de Beauvais, ainsi que dans la zone d'emploi et dans le bassin de vie de cette ville, préfecture de l'Oise.

### Communes limitrophes
Les communes limitrophes sont  Bonnières, Glatigny, Haucourt, Hodenc-en-Bray, La Neuville-Vault et Pierrefitte-en-Beauvaisis.
|                | Haucourt | Bonnières                 |
| Glatigny       | Lhéraule | La Neuville-Vault         |
| Hodenc-en-Bray |          | Pierrefitte-en-Beauvaisis |

### Géologie et relief
La superficie de la commune est de 2,76 km2 ; son altitude varie de 118  à   218 mètres.
En 1836, Louis Graves indiquait que Lhéraule était une « petite commune, dont la superficie tourmentée est à moitié couverte de bois ».

### Hydrographie

#### Réseau hydrographique

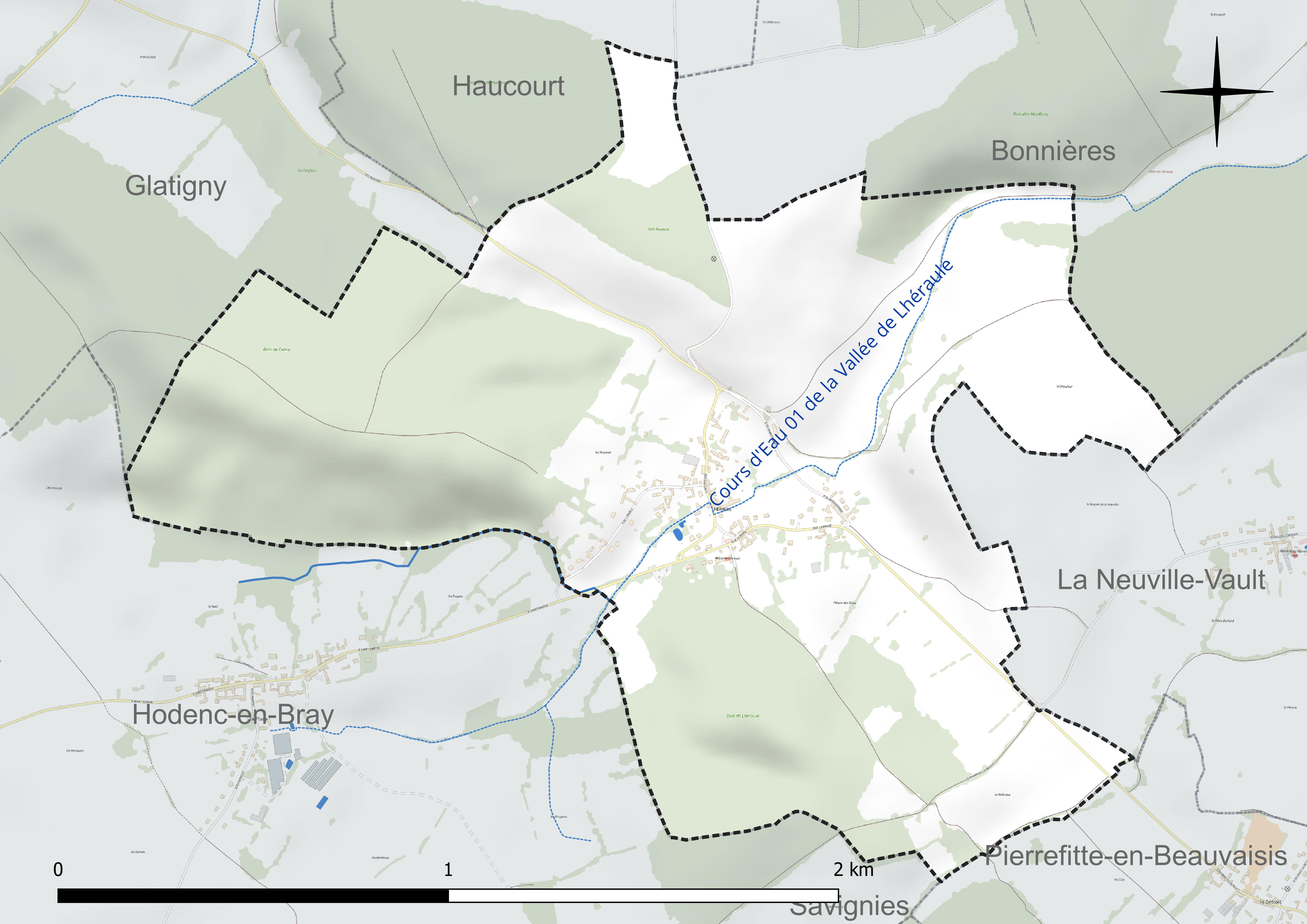
Réseau hydrographique de Lhéraule.

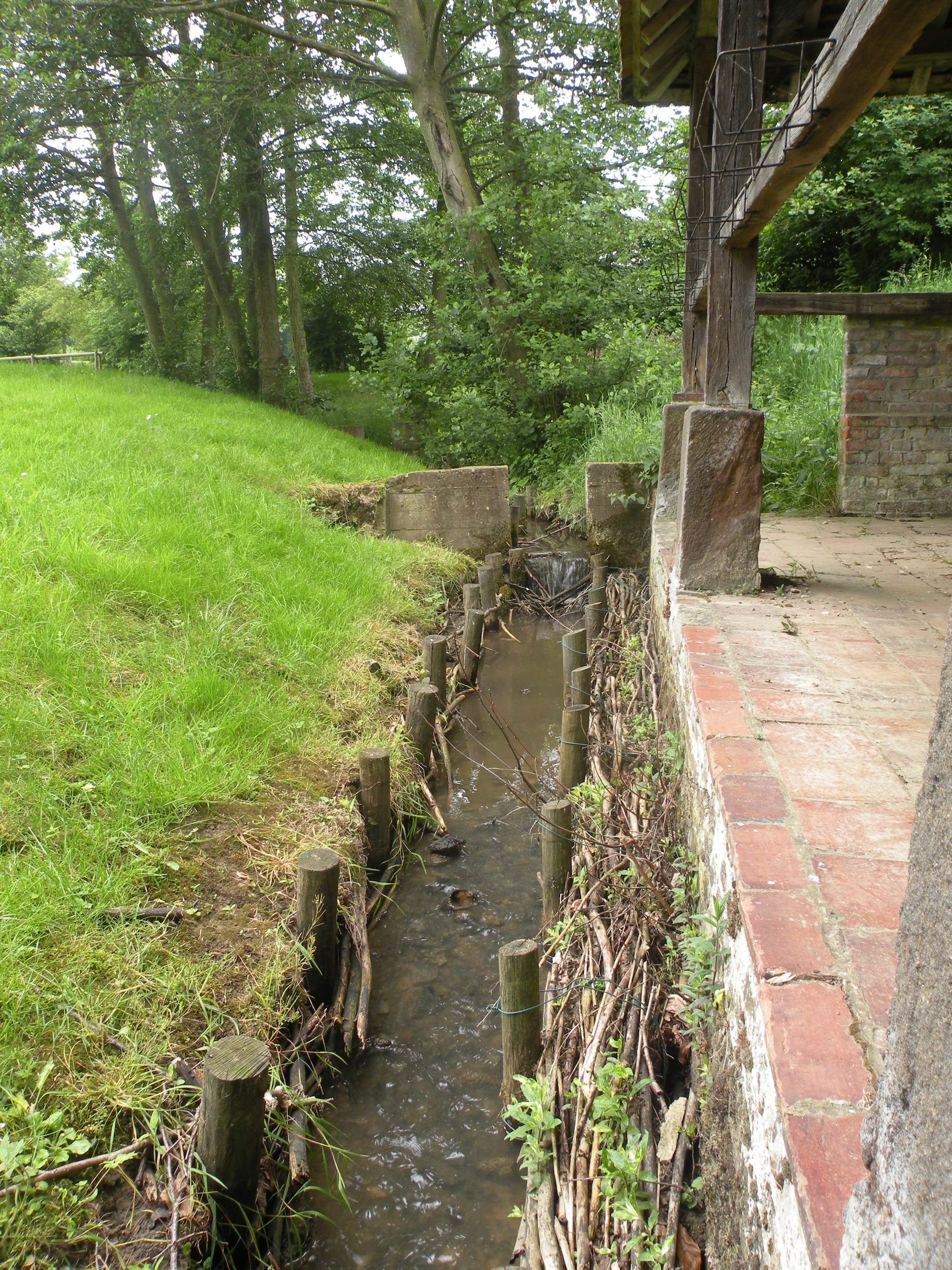
Le ruisseau le long du lavoir.

La commune est située dans le bassin Seine-Normandie.
Elle est drainée par le cours d'eau 01 de la Vallée de Lhéraule,.

#### Gestion et qualité des eaux
Le territoire communal est couvert par le schéma d'aménagement et de gestion des eaux (SAGE) « Sensée ». Ce document de planification concerne un territoire de 1 219 km2 de superficie, délimité par le bassin versant du Thérain. Le périmètre a été arrêté le 27 janvier 2023 et le SAGE proprement dit est, en 2024, en cours d'élaboration. La structure porteuse de l'élaboration et de la mise en œuvre est le syndicat intercommunal de la Vallée du Thérain (SIVT).
La qualité des cours d'eau peut être consultée sur un site dédié géré par les agences de l'eau et l'Agence française pour la biodiversité.

### Climat
Pour des articles plus généraux, voir Climat des Hauts-de-France et Climat de l'Oise.
En 2010, le climat de la commune est de type climat océanique dégradé des plaines du Centre et du Nord, selon une étude du CNRS s'appuyant sur une série de données couvrant la période 1971-2000. En 2020, Météo-France publie une typologie des climats de la France métropolitaine dans laquelle la commune est exposée à un climat océanique et est dans la région climatique Nord-est du bassin Parisien, caractérisée par un ensoleillement médiocre, une pluviométrie moyenne régulièrement répartie au cours de l'année et un hiver froid (3 °C).
Pour la période 1971-2000, la température annuelle moyenne est de 10,1 °C, avec une amplitude thermique annuelle de 14 °C. Le cumul annuel moyen de précipitations est de 781 mm, avec 12 jours de précipitations en janvier et 8,4 jours en juillet. Pour la période 1991-2020, la température moyenne annuelle observée sur la station météorologique la plus proche, située sur la commune de Tillé à 13 km à vol d'oiseau, est de 11,0 °C et le cumul annuel moyen de précipitations est de 655,5 mm,. Pour l'avenir, les paramètres climatiques de la commune estimés pour 2050 selon différents scénarios d'émission de gaz à effet de serre sont consultables sur un site dédié publié par Météo-France en novembre 2022.

## Urbanisme

### Typologie
Au 1er janvier 2024, Lhéraule est catégorisée commune rurale à habitat dispersé, selon la nouvelle grille communale de densité à sept niveaux définie par l'Insee en 2022.
Elle est située hors unité urbaine. Par ailleurs la commune fait partie de l'aire d'attraction de Beauvais, dont elle est une commune de la couronne,. Cette aire, qui regroupe 162 communes, est catégorisée dans les aires de 50 000 à moins de 200 000 habitants,.

### Occupation des sols

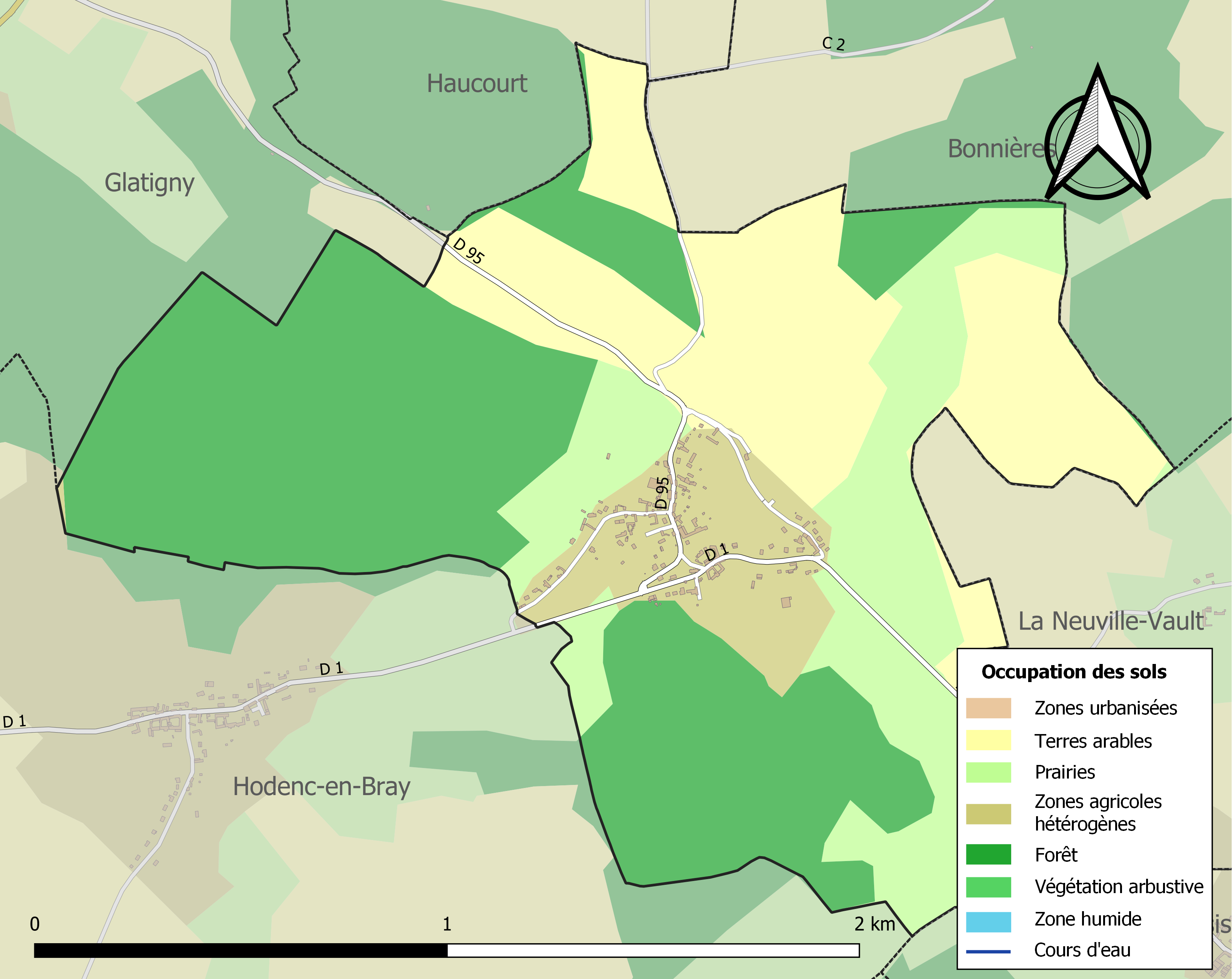
Carte des infrastructures et de l'occupation des sols de la commune en 2018.

L'occupation des sols de la commune, telle qu'elle ressort de la base de données européenne d'occupation biophysique des sols Corine Land Cover (CLC), est marquée par l'importance des territoires agricoles (55,6 % en 2018), une proportion identique à celle de 1990 (55,6 %).
La répartition détaillée en 2018 est la suivante : forêts (44,4 %), terres arables (27 %), prairies (19,5 %), zones agricoles hétérogènes (9,1 %).
L'évolution de l'occupation des sols de la commune et de ses infrastructures peut être observée sur les différentes représentations cartographiques du territoire : la carte de Cassini (XVIIIe siècle), la carte d'état-major (1820-1866) et les cartes ou photos aériennes de l'IGN pour la période actuelle (1950 à aujourd'hui).

### Habitat et logement
En 2021, le nombre total de logements dans la commune était de 87, alors qu'il était de 84 en 2016 et de 78 en 2011.
Parmi ces logements, 90,8 % étaient des résidences principales, 3,4 % des résidences secondaires et 5,7 % des logements vacants. Ces logements étaient pour 90,8 % d'entre eux des maisons individuelles et pour 9,2 % des appartements.
Le tableau ci-dessous présente la typologie des logements à Lhéraule en 2021 en comparaison avec celle de l'Oise et de la France entière. Une caractéristique marquante du parc de logements est ainsi une proportion de résidences secondaires et logements occasionnels (3,4 %) supérieure à celle du département (2,4 %) mais inférieure à celle de la France entière (9,7 %).
| Typologie                                               | Lhéraule | Oise | France entière |
| ------------------------------------------------------- | -------- | ---- | -------------- |
| Résidences principales (en %)                           | 90,8     | 90,5 | 82,2           |
| Résidences secondaires et logements occasionnels (en %) | 3,4      | 2,4  | 9,7            |
| Logements vacants (en %)                                | 5,7      | 7    | 8,1            |

### Voies de communication et transports
L'héraule est desservie par la RD 1 qui luji donne accès à Beauvais, ainis que par la RD 95 vers Hanvoile et Songeons.
La commune est desservie, en 2023, par les lignes 611, 6102, 6104 et 6148 du réseau interurbain de l'Oise.

## Toponymie
Le nom de la localité est attesté sous les formes de Arabla (1143) ; de Arable (1145) ; de Erablio (1147) ; l'Erable (1158) ; Lerable (1158) ; « de Erabulo villa quœ antiquâ appellatione nuncupatur » (1204) ; Herabulum (1245) ; Herablium (1245) ; Leraule (1263) ; Lheraulle (XVe) ; Leraulle (XVe) ; en lheraulle (1511) ; l'Heraulle (XVIIe) ; l'Eraulle (XVIIe) ; l'Héraule (XIXe) ; Lhéraule (1840).
De l'oïl arable, et de la variante picarde éraule « érable ».

## Histoire

### Ancien Régime
Selon Louis Graves, « La seigneurie appartenait en 1164 à la maison de la Sengle, célèbre dans l'ordre de Malte. 
Lhéraute fit partie du duché de Boufflers et ensuite du marquisat de Saisseval »

### Époque contemporaine
La commune est créée en 1835 par détachement du territoire de Haucourt.
En 1836, la commune était propriétaire de son école. On y fabriquait de la poterie vernissée.

## Politique et administration

### Rattachements administratifs et électoraux

#### Rattachements administratifs
La commune se trouve depuis sa création en 1835 dans l'arrondissement de Beauvais du département de l'Oise.
Elle faisait partie depuis lors du canton de Songeons. Dans le cadre du redécoupage cantonal de 2014 en France, cette circonscription administrative territoriale a disparu, et le canton n'est plus qu'une circonscription électorale.

#### Rattachements électoraux
Pour les élections départementales, la commune fait partie depuis 2014 du canton de Grandvilliers.
Pour l'élection des députés, elle fait partie de la deuxième circonscription de l'Oise.

### Intercommunalité
Lhéraule est membre de la communauté de communes du Pays de Bray, un établissement public de coopération intercommunale (EPCI) à fiscalité propre créé en 2001 et auquel la commune avait transféré un certain nombre de ses compétences, dans les conditions déterminées par le code général des collectivités territoriales.

### Liste des maires
| Période                                  | Période                        | Identité        | Étiquette | Qualité                         |
| ---------------------------------------- | ------------------------------ | --------------- | --------- | ------------------------------- |
| Les données manquantes sont à compléter. |                                |                 |           |                                 |
|                                          |                                |                 |           |                                 |
| 1980                                     | septembre 2006                 | Bernard Lefèvre |           | Démissionnaire                  |
| septembre 2006                           | En cours (au 30 novembre 2023) | Gérard Plée     | SE        | Réélu pour le mandat 2020-2026, |

## Équipements et services publics

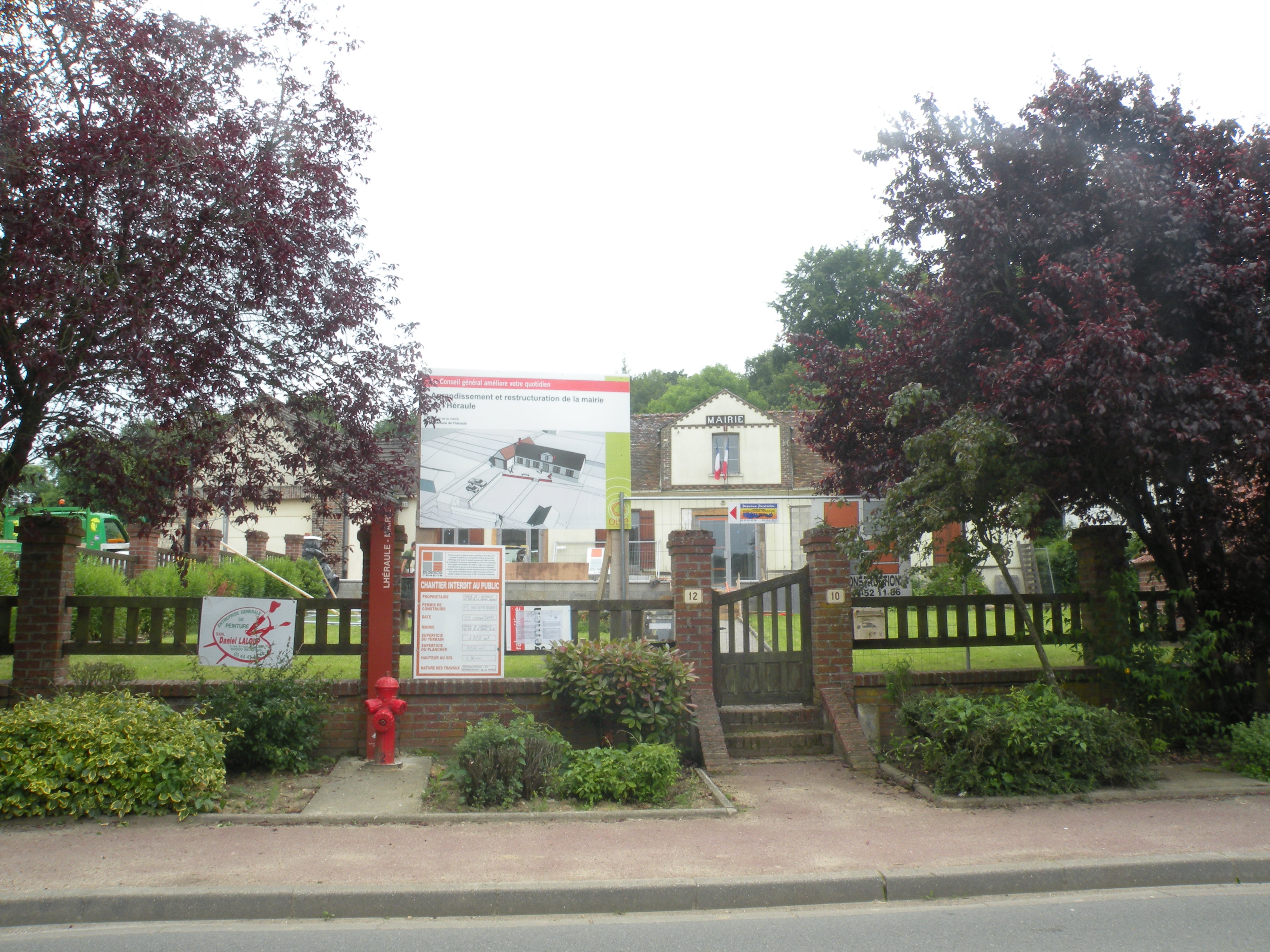
La mairie en chantier, en 2014.

La mairie est rénovée et étendue en 2013.

## Population et société

### Démographie

#### Évolution démographique
L'évolution du nombre d'habitants est connue à travers les recensements de la population effectués dans la commune depuis 1836. Pour les communes de moins de 10 000 habitants, une enquête de recensement portant sur toute la population est réalisée tous les cinq ans, les populations de référence des années intermédiaires étant quant à elles estimées par interpolation ou extrapolation. Pour la commune, le premier recensement exhaustif entrant dans le cadre du nouveau dispositif a été réalisé en 2005.

En 2022, la commune comptait 202 habitants, en évolution de +5,76 % par rapport à 2016 (Oise : +0,87 %, France hors Mayotte : +2,11 %).
| 1836 | 1841 | 1846 | 1851 | 1856 | 1861 | 1866 | 1872 | 1876 |
| ---- | ---- | ---- | ---- | ---- | ---- | ---- | ---- | ---- |
| 268  | 277  | 240  | 245  | 239  | 219  | 212  | 195  | 194  |

| 1881 | 1886 | 1891 | 1896 | 1901 | 1906 | 1911 | 1921 | 1926 |
| ---- | ---- | ---- | ---- | ---- | ---- | ---- | ---- | ---- |
| 186  | 195  | 177  | 151  | 141  | 118  | 121  | 104  | 83   |

| 1931 | 1936 | 1946 | 1954 | 1962 | 1968 | 1975 | 1982 | 1990 |
| ---- | ---- | ---- | ---- | ---- | ---- | ---- | ---- | ---- |
| 86   | 95   | 97   | 79   | 70   | 93   | 103  | 122  | 135  |

| 1999 | 2005 | 2006 | 2010 | 2015 | 2020 | 2022 | - | - |
| ---- | ---- | ---- | ---- | ---- | ---- | ---- | - | - |
| 142  | 148  | 149  | 185  | 190  | 199  | 202  | - | - |

#### Pyramide des âges
La population de la commune est relativement jeune.
En 2018, le taux de personnes d'un âge inférieur à 30 ans s'élève à 40,7 %, soit au-dessus de la moyenne départementale (37,3 %). À l'inverse, le taux de personnes d'âge supérieur à 60 ans est de 23,6 % la même année, alors qu'il est de 22,8 % au niveau départemental.
En 2018, la commune comptait 97 hommes pour 95 femmes, soit un taux de 50,52 % d'hommes, légèrement supérieur au taux départemental (48,89 %).
Les pyramides des âges de la commune et du département s'établissent comme suit.
| Hommes | Classe d’âge | Femmes |
| ------ | ------------ | ------ |
| 0,0    | 90 ou +      | 0,0    |
| 4,0    | 75-89 ans    | 5,1    |
| 19,8   | 60-74 ans    | 18,4   |
| 16,8   | 45-59 ans    | 14,3   |
| 17,8   | 30-44 ans    | 22,4   |
| 15,8   | 15-29 ans    | 16,3   |
| 25,7   | 0-14 ans     | 23,5   |

| Hommes | Classe d’âge | Femmes |
| ------ | ------------ | ------ |
| 0,5    | 90 ou +      | 1,4    |
| 5,5    | 75-89 ans    | 7,6    |
| 15,6   | 60-74 ans    | 16,3   |
| 20,8   | 45-59 ans    | 20     |
| 19,4   | 30-44 ans    | 19,4   |
| 17,6   | 15-29 ans    | 16,2   |
| 20,6   | 0-14 ans     | 19,1   |

## Culture locale et patrimoine
Savignies, Le Détroit et Lhéraule étaientg particulièrement réputés dès le XVIe siècle pour leurs fabrications de poteries vernissées.

### Lieux et monuments
- L'église Saint-Claude, construite sans doute au XVIIe siècle en grès ferrugineux local, est constituée d'une nef suivie d’un chœur de même largeur puis d'une abside à trois pans. Un porche ajouté au début du XIXe siècle constitue son entrée, et un très petit clocher se trouve au milieu de la nef.
L'intérieur, très simple, est couvert d’une charpente qui semble contemporaine de l’édifice et, dans le chœur, deux  blochets sont ornés, l'un d'étoikes et l'autre d'une tête.
L'église est remarquable par son retable baroque qui occupe tout l'espace de l'abside[30],[31],[32].

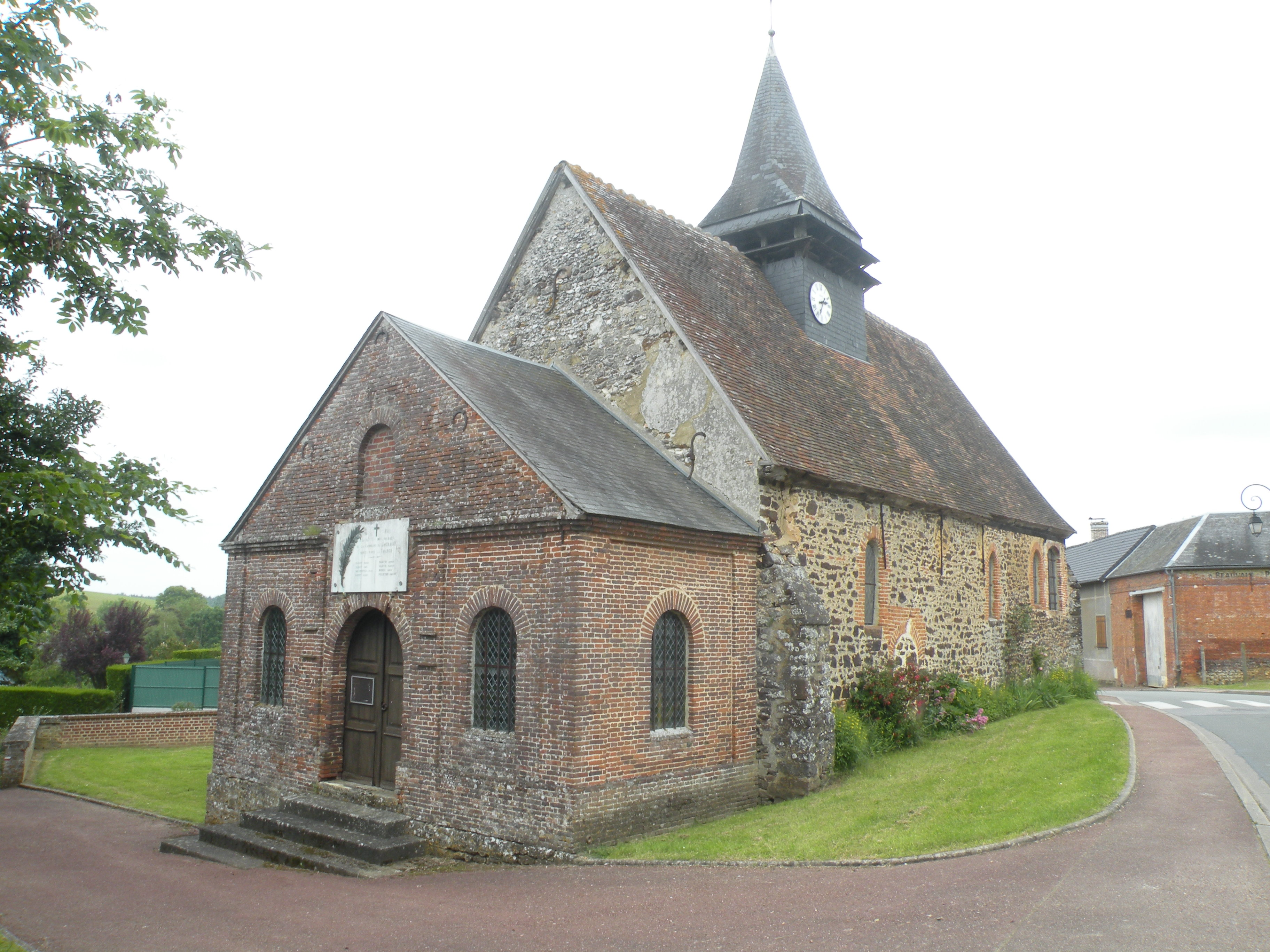
L'église Saint-Claude...
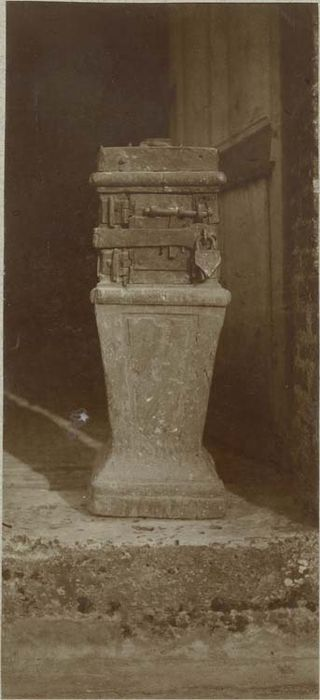
... et son tronc du XVIIe siècle.
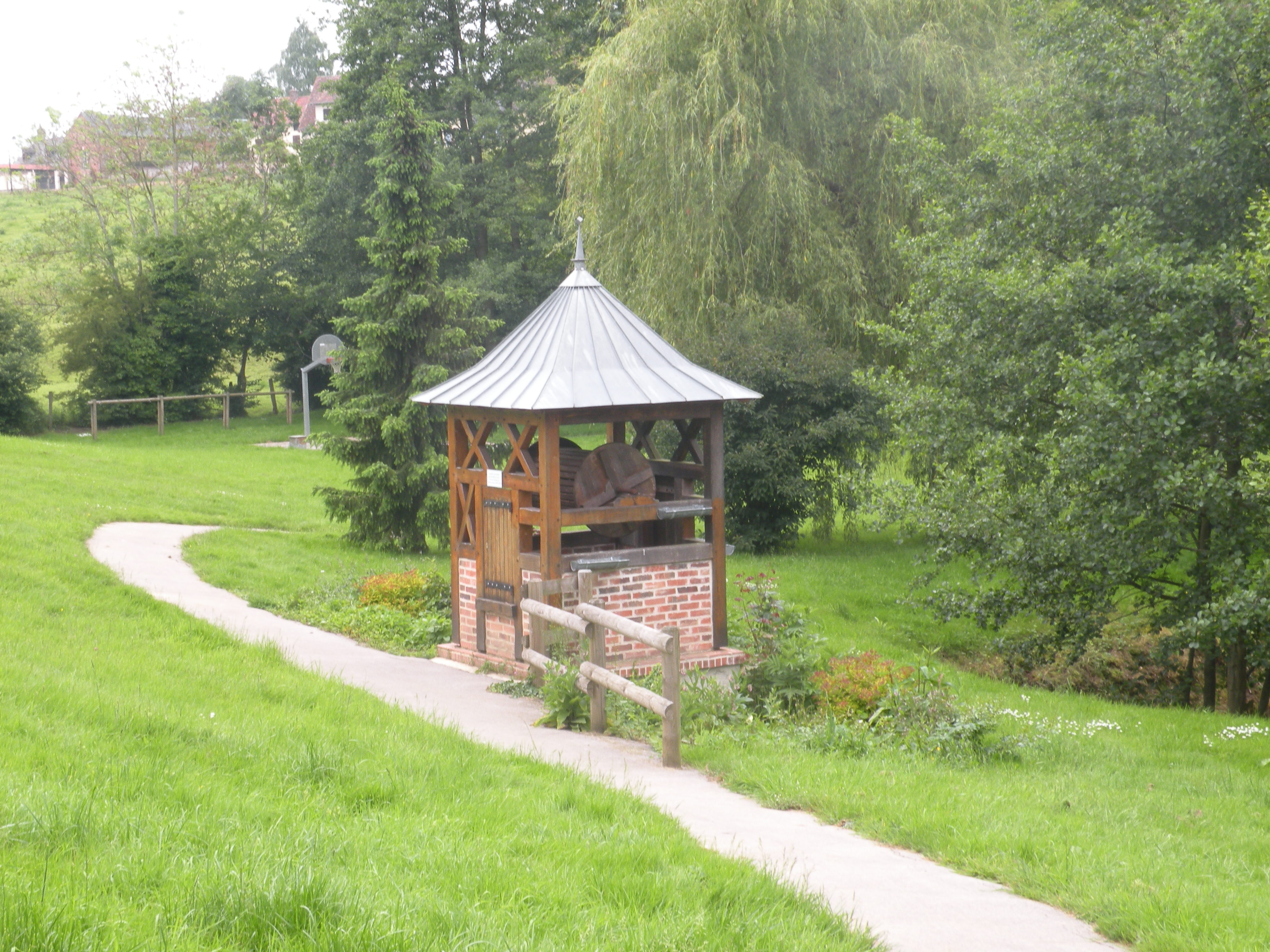
Ancien puits.
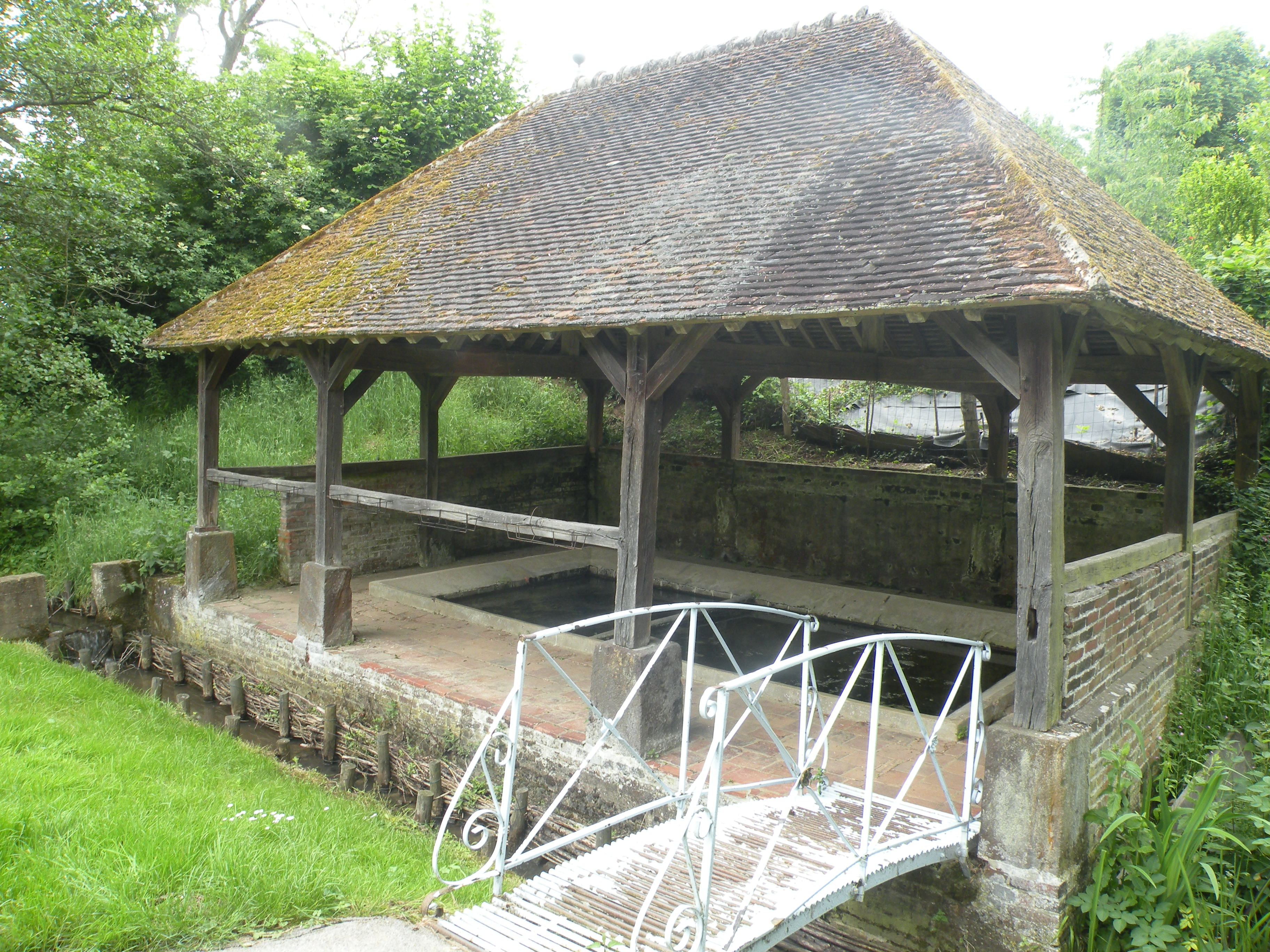
Le lavoir.
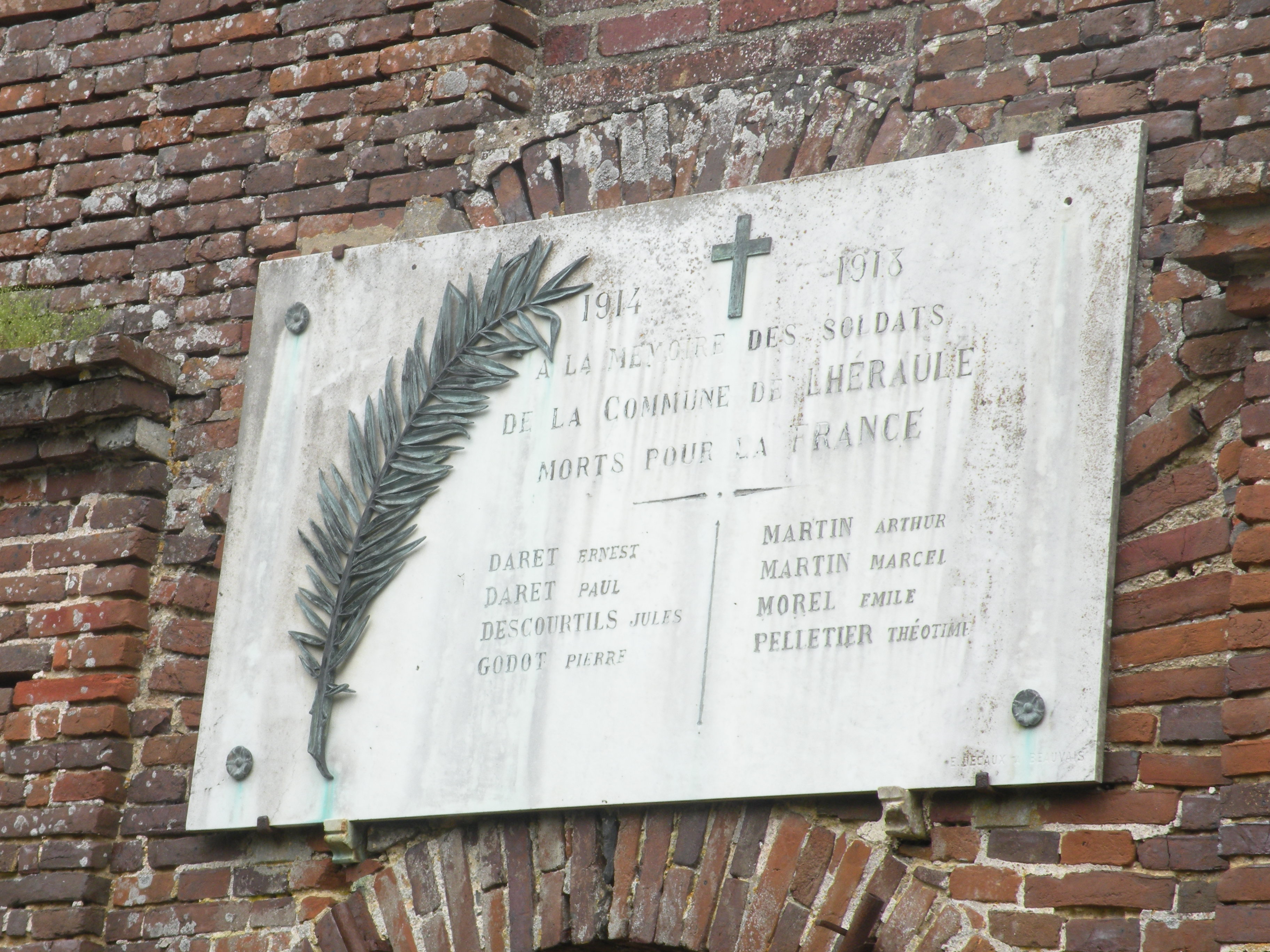
Le monument aux morts.

### Personnalités liées à la commune
- Éric Lalouette (né en 1951 à Abbeville), coureur cycliste professionnel en 1976 et 1977, est habitant de Lhéraule[33].